# Erythroxylum mamacoca
Erythroxylum mamacoca är en tvåhjärtbladig växtart som beskrevs av C. Martius. Erythroxylum mamacoca ingår i släktet Erythroxylum och familjen Erythroxylaceae. Inga underarter finns listade i Catalogue of Life.